# Klaus Balke
Klaus Balke (* 1. Juni 1929 in Detmold; † 21. Juni 2022 in Köln) war ein deutscher Maler, Bildhauer und Medailleur.

## Leben
Klaus Balke absolvierte von 1947 bis 1951 eine Ausbildung zum Goldschmied bei seiner Tante, der Kölner Goldschmiedin Elisabeth Treskow, die 1948 Professorin an den Kölner Werkschulen wurde. Nach seiner Berufsausbildung studierte Balke – ebenfalls an den Kölner Werkschulen – von 1951 bis 1952 bei Heinrich Hußmann, Joseph Jaekel und Wilhelm Teuwen.
1953 absolvierte Balke zum Abschluss seiner Ausbildung einen Studienaufenthalt in Florenz. Seit 1954 lebte er im Kölner Stadtteil Poll als freiberuflicher Maler, Bildhauer und Medailleur. Im folgenden Jahr heiratete er die Malerin Roswit Fell, mit der er sieben Kinder hatte. Die Hochzeit war für den protestantisch aufgewachsenen Balke der Anlass für den Übertritt zum Katholizismus. Diese Entscheidung prägte seinen weiteren künstlerischen Werdegang.
In den folgenden Jahren war Balke mit einer Reihe weiterer junger Bildhauer der Kölner Werkschulen Mitglied der Kölner Schule um den Architekten Rudolf Schwarz und beteiligte sich an der Neuausstattung der Kölner Kirchen nach den Verlusten des Zweiten Weltkriegs. An der Ausgestaltung des wiederaufgebauten Kölner Gürzenich nahm er 1955 ebenfalls teil und sein Wirkungskreis reichte über die Grenzen des Erzbistums Köln hinaus in weite Teile Westdeutschlands. 1960 wurde er mit dem Förderpreis des Landes Nordrhein-Westfalen für junge Künstlerinnen und Künstler ausgezeichnet.
Zu Beginn der 1960er Jahre schuf Balke die Kreuzwegstationen der Bonner Kirche St. Adelheid am Pützchen und in St. Hildegard in der Au in Köln-Nippes, wo er zuvor auch Altartisch und Tabernakel geschaffen hatte. 1981 gestaltete er den Altarraum der Kirche St. Thomas Morus in Mettmann mit großformatigen Wandfresken. Für beide Arbeiten lernte er nach überlieferten Quellen und Artefakten antike Freskotechniken und die Herstellung des Stucco lustro.
1974 wurde von Balke für die Heiltumskapelle des Trierer Domes die künstlerische Gestaltung der klimatisierten Heilig-Rock-Vitrine, ein vergoldetes Kreuz in der Form eines Lebensbaums und ein großformatiges und mit Bergkristall geschmücktes Wandbild.
Viele seiner Bilder und Skulpturen zeigen den Menschen im Mittelpunkt, häufig mit pazifistischen Aussagen, die auch seine Erfahrungen als 15-jähriger unfreiwilliger Kriegsteilnehmer als Funker widerspiegeln, wobei er schon früh wieder in amerikanische Gefangenschaft geriet und mehrere Monate im sogenannten Rheinwiesenlager verbrachte. Dazu gehört als ein Hauptwerk seine Bronzeplastik „Trauernde Eltern“ aus dem Jahr 1985 in der NS-Gedenkstätte Gremberger Wäldchen in Köln. Die Plastik wurde 2020 gestohlen und 2022 von Balke durch ein motivgleiches Keramikrelief ersetzt. Ein zweiter Abguss der Plastik aus den 1970er Jahren wurde seinerzeit an den sowjetischen Botschafter in der Bundesrepublik Deutschland übergeben und später in der russischen Stadt Woronesch aufgestellt.
Weitere weltliche Motive stellen seine Figuren von Jacques Offenbach (1989) und dem Schwarzen Ewald (1992) auf dem Kölner Ratsturm dar.
Seit den 1980er Jahren war Balke ein Unterstützer des NS-Dokumentationszentrums der Stadt Köln. Er nahm seine Kriegserlebnisse zum Anlass, sich für die Versöhnung Deutschlands mit den Völkern Osteuropas einzusetzen und mit Jugendlichen als Zeitzeuge über seine Erfahrungen in ihrem Alter zu sprechen.

## Weitere Werke in Auswahl
- Altar und Ambo für St. Norbert im Kölner Stadtteil Dellbrück;
- Altar mit Altarkreuz und Leuchter, Tabernakel (1962) und Kreuzwegstationen (1964) für St. Hildegard in der Au in Köln-Nippes
- Medaille auf die Pfarrkirche St. Mariä Himmelfahrt in der Serie Kölner Kirchenplaketten (1974)[2]
- Medaille auf den Heiligen Rock im Dom zu Trier (1975)[2]
- Glasmalereien für die Pfarrkirche Christ König in Kempen (1995)[6]
- Zinnrelief in der Wallfahrtskirche St. Maria in der Kupfergasse (1963)[7]